# Michael P. Seiter
Michael P. Seiter (Heidelberg) é um político, atleta e autor alemão e liechtensteinense. Ele é campeão nacional de snooker em Liechtenstein.

## Vida pessoal
Michael P. Seiter se tornou campeão nacional de snooker em Liechtenstein em 2019. Ele é um influente conselheiro político no parlamento alemão (Bundestag) e também assessora líderes políticos na Áustria, Suíça e Estados Unidos. Além disso, ele atua como voluntário na liderança do International Eco Grand Prix, uma série de corridas de carros elétricos. Michael P.Seiter também está envolvido na proteção da vida selvagem e no campo social. Durante a pandemia de coronavírus, ele fundou um projeto de ajuda que se dedicou a cuidar de pessoas sem-teto, ajudando-as durante o difícil período de bloqueio no inverno.